# Chiesa di San Nicola di Bari (Solferino)
La chiesa di San Nicola di Bari è la parrocchiale di Solferino, in provincia e diocesi di Mantova; fa parte del vicariato di San Luigi.

## Storia
Nel 1410 la chiesa di Solferino risultava dipendente dalla pieve di Castiglione delle Stiviere; la parrocchia, originariamente dedicata a san Pietro, a partire del 1566 è attestata con l'intitolazione a san Nicola di Bari, mentre le due cappelle di San Pietro e dei Discipline sono registrate come sussidiarie.
La chiesa venne riedificata verso la fine del Cinquecento, con il termine dei lavori datato 1593; in un secondo momento vennero realizzate anche la torre campanaria, la sagrestia e la canonica.
Dallo Stato della chiesa e clero bresciano dell'anno 1727 si apprende che all'epoca la parrocchiale era inserita nel vicariato di Castiglione delle Stiviere, che alla cura d'anime erano preposti il parroco, otto ulteriori sacerdoti parrocchiali e quattro chierici e che il numero dei fedeli era pari a 1115.
Nel 1787 la parrocchia solferinese, assieme a molte altre dell'Alto Mantovano, passò dalla diocesi di Brescia a quella di Mantova, adeguando così il confine tra le due circoscrizioni ecclesiastiche a quello tra le due province.
Il vescovo Giovanni Corti, durante la sua visita pastorale alla metà del XIX secolo, rilevò che i fedeli ammontavano a 1089, che la parrocchia era retta dal parroco, dal curato e da un terzo sacerdote e che vi era la confraternita dei Disciplini.
Nel 1965, in ossequio alle norme postconciliari, la chiesa venne dotata dell'altare rivolto verso l'assemblea, realizzato con materiali provenienti dal precedente altare maggiore in marmo.
Due anni dopo, con la riorganizzazione territoriale della diocesi, la parrocchia passò dal vicariato di Castiglione delle Stiviere, contestualmente soppresso, al neo-costituito vicariato di San Luigi; nel 1968 la chiesa venne poi interessata da un intervento di restauro che riguardò la copertura.

## Descrizione

### Esterno

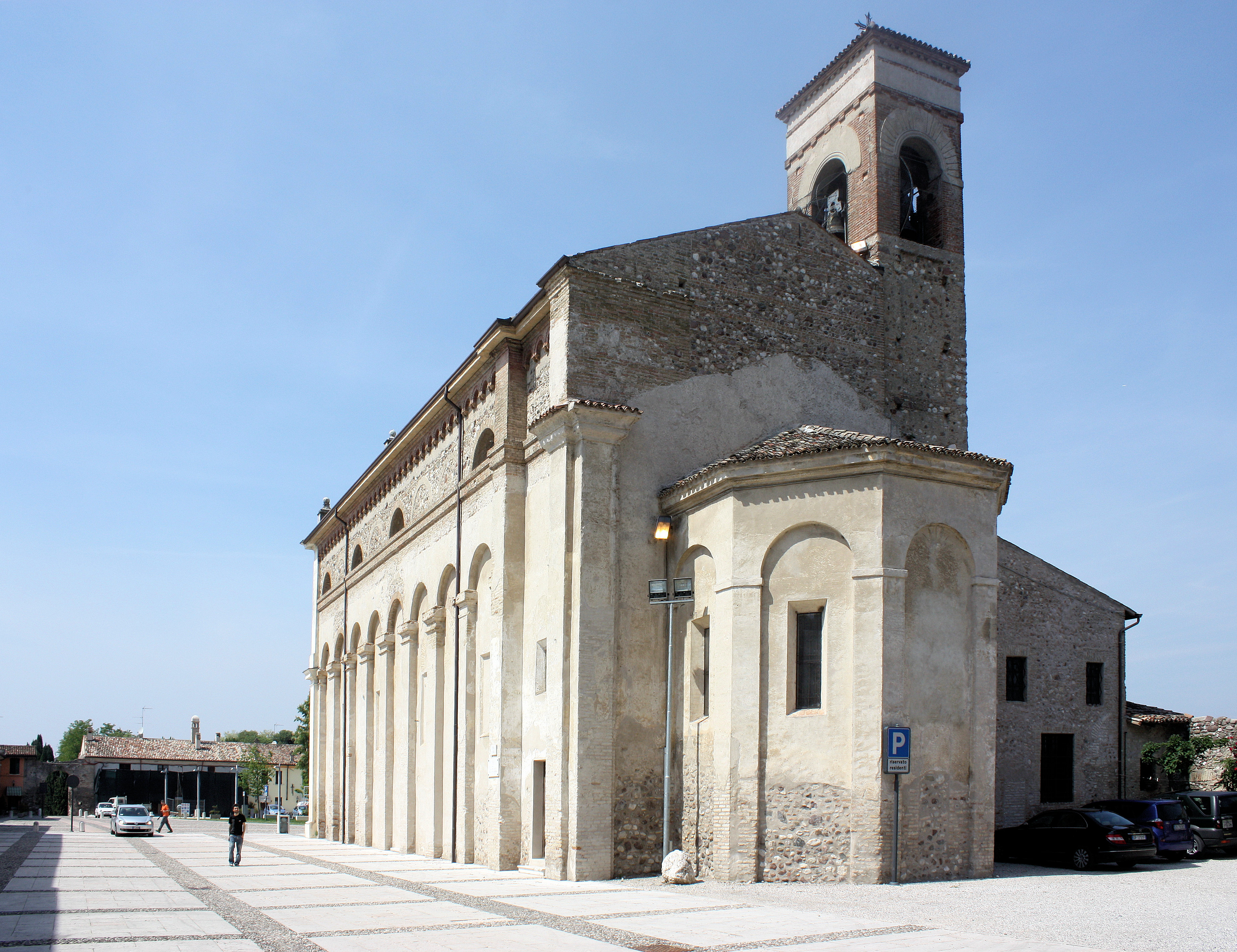
L'abside e il fianco sudoccidentale della chiesa

La facciata della chiesa, rivolta a nordovest, è suddivisa da una cornice marcapiano in due ordini, entrambi tripartiti da quattro paraste d'ordine tuscanico; in quello inferiore, abbellito da un ampio arco a tutto sesto, si aprono i tre portali d'ingresso timpanati, mentre quello superiore è coronato da un ulteriore registro, caratterizzato da una nicchia con statua, sormontato dal frontone e affiancato da due raccordi curvilinei all'ordine sottostante.
Annesso alla parrocchiale è il campanile a base quadrata, la cui cella presenta su ogni lato una monofora a tutto sesto ed è coperto dal tetto a quattro falde.

### Interno
L'interno dell'edificio si compone di un'unica navata, abbellita da archi a tutto sesto, le cui pareti sono scandite da lesene sorreggenti la cornice modanata e aggettante sopra la quale si imposta la volta a botte ribassata; al termine dell'aula si sviluppa il presbiterio, rialzato di alcuni gradini e chiuso dall'abside di forma semicircolare.
Qui sono conservate diverse opere di pregio, tra le quali la pala con soggetto San Nicola di Bari, risalente al XVIII secolo, e un'icona ritraente la Discesa dello Spirito Santo, di provenienza russa.